# Necepsia castaneifolia
Necepsia castaneifolia là một loài thực vật có hoa trong họ Đại kích. Loài này được (Baill.) Bouchat & J.Léonard mô tả khoa học đầu tiên năm 1986.